# Philip Mortimer
Philip Mortimer est, avec le capitaine Francis Blake, le personnage principal de la série de bande dessinée Les Aventures de Blake et Mortimer.

## Description du personnage

### État civil
Philip Angus Mortimer est né à Shimla, en Inde, vers 1910. D'origine écossaise, il est de nationalité britannique. 
Il partage avec son ami Francis Percy Blake un appartement au 99 bis Park Lane, à Londres.

### Physique
C'est un homme de taille moyenne, costaud et large d'épaule. Il est barbu, les cheveux châtains-roux, les yeux verts. Le physique de Mortimer est inspiré de celui de Jacques Van Melkebeke, le premier rédacteur en chef du Journal de Tintin.

### Principaux traits de caractères
D'après la biographie qu'a fait Edgar P. Jacobs de son personnage, « Mortimer est un homme de science doublé d’un homme d'action, jovial, débordant de vie, franc, loyal, impulsif, dédaignant tout compromis, intransigeant sur tout ce qui touche à l’honneur et au bon droit. De plus, on peut préciser que le professeur Mortimer tient de sa mère son tempérament imaginatif, malicieux et plein d'humour et de son père son caractère indépendant et emporté et son respect des traditions.
Il arrive que son caractère bouillant et sa façon de foncer droit devant lui le mettent parfois en bien mauvaise posture. Dans bien des cas, sa vaste érudition et son esprit inventif lui permettent de se tirer d’affaire et de résoudre des problèmes là où la seule bravoure ne suffirait pas. »

## Biographie fictive

### Vie antérieure aux albums
Période de sa vie située temporellement avant Le Secret de l'Espadon, premier album de la série. Cette phase nous est connue grâce aux livres écrits par Edgar P. Jacobs sur ce personnage, et également grâce aux analepses des albums. 

#### Enfance
D'après la biographie que fait Edgar P. Jacobs de son personnage, « Philip Mortimer est né à Shimla, où son père, Archibald-Aeneas Mortimer, originaire de Falkland et médecin-major dans l’Armée des Indes, tenait garnison. Sa mère, lady Eileen Hunter of Pitlochry, elle aussi du Perthshire, était réputée dans la colonie britannique, tant pour son esprit primesautier que pour son incontestable talent de pianiste. »
(Yves Sente et André Juillard confirment tout cela lors d'une analepse dans le tome 1 des Sarcophages du 6e continent).
À onze ans, il rentre au Royaume-Uni pour ses études, d'abord à Dumbarton, puis à l'Allan Glen's School de Glasgow. Élève brillant, il entre à dix-sept ans à l’université de cette même ville, renommée pour son enseignement scientifique.

#### Jeunesse
Dans le premier tome des Sarcophages du 6e continent, on découvre qu'après avoir obtenu son diplôme à l'Allan Glen's School et avant d'entrer à l’université, Mortimer est retourné en Inde rendre visite à ses parents et que c'est au cours du voyage le menant à eux qu'à Bombay il fait la connaissance de Blake, qui lui aussi allait entamer des études supérieures à la rentrée suivante. Au cours de ce même voyage il croisera la route d'un contestataire de la présence britannique le remerciant de s'être interposé dans une altercation. Il apprendra plus tard que ce contestataire n'est autre que Mohandas Gandhi. C'est à Shimla aussi que Philip connaît ses premiers émois amoureux, et ce pour une jeune indienne, la fille de l'empereur Açoka, la princesse Gita qui connaît une fin tragique. C'est encore au cours de ce même été que Mortimer affiche ouvertement des positions anticolonialistes qui déplaisent fortement à son père, ce dernier contraignant alors son fils à regagner la métropole plus tôt que prévu . Durant ce voyage, Philip fait également la connaissance de l'écrivain Sarah Summertown (de 9 ans son aînée) avec laquelle il entame une liaison quelque temps après son retour d'Inde lorsqu'il a 18 ans. C'est d'ailleurs à cette occasion que Mortimer se laisse pousser la barbe afin de se donner l'air plus âgé. 
Les sous-entendus de Sarah Summertown dans Le Sanctuaire du Gondwana et dans Le Testament de William S. peuvent laisser penser que Sarah Summertown a rompu avec Mortimer alors qu'elle était enceinte d'Elizabeth et qu'elle a très rapidement épousé Robert McKenzie pour sauver son honneur et donner à sa fille un père respectable aux yeux de la société britannique de l’époque.
En septembre suivant son séjour en Inde, Mortimer commence son cursus à l’université de Glasgow, à l'âge de 17 ans.

#### Carrière
Très tôt, Mortimer s'oriente vers la recherche et plus spécialement vers la physique nucléaire dont il va parfaire sa connaissance au MIT (Massachusetts Institute of Technology) puis à l'université de Berkeley dont il devient bientôt l'un des plus éminents représentants.
Le professeur est ensuite amené à travailler à Scaw-Fell pour concevoir son fameux Espadon, engin supersonique surpuissant combinant les caractéristiques du sous-marin et de l'avion de chasse. C'est durant cette période où Mortimer travaille à Scaw-Fell que, y retrouvant Blake, se forge entre les deux hommes la grande et solide amitié qui les unit.

### Vie relatée par les albums

#### Troisième guerre mondiale
La troisième guerre mondiale éclate en 1946. Elle est déclenchée par les « Jaunes » de l'usurpateur Basam-Damdu, empereur du Tibet. Mortimer et son ami Blake jouent alors un rôle primordial dans la chute du dictateur et la restauration du monde libre. Ces aventures sont racontées par l'auteur originel dans les trois tomes du Secret de l'Espadon (parus entre 1950 et 1953).
L'album Le Bâton de Plutarque (paru en 2014) débute chronologiquement quelques mois avant le déclenchement de cette guerre. Il présente la portion de l'histoire se déroulant juste avant le Secret de l'Espadon, expliquant d'ailleurs l'avancée technologique britannique utilisée ensuite par Blake et Mortimer.
L'antagoniste principal, l'infâme colonel Olrik - décrit par Jacobs comme « aventurier habile et sans scrupules » y apparaît dès lors. C'est un homme redoutable de bien des manières en tant que gangster, mercenaire, espion et assassin. Il devient au fil des albums l'éternel et incontournable ennemi de Blake et Mortimer. Le Bâton de Plutarque le présente par ailleurs provenant de l'Europe de l'Est, polyglotte, redoutable joueur d'échecs et (déjà) très orgueilleux de sa personne.

#### Après-guerre
Revenu à la vie civile, Mortimer, entre autres choses, poursuit des recherches et ce notamment au M.R.C. (Medical Research Council de Cambridge) mais surtout au CSIR (Center of Scientific and Industrial Research) de Londres comme on le voit par exemple dans L'Affaire Francis Blake et La Machination Voronov. Mais il ne faut pas oublier que, s'il est connu pour être un très éminent chercheur en physique nucléaire et un spécialiste de l'aéronautique, le professeur Philip Mortimer n'en est pas moins également un agent de renseignement officieux très efficace, partageant souvent les secrets et les missions du capitaine Blake.
C'est ce qu'il prouve dans Le Mystère de la Grande Pyramide. Répondant à une invitation de son ami Ahmed Rassim Bey, égyptologue, Mortimer, après avoir examiné un papyrus parlant de la chambre d'Horus, se retrouve embarqué dans une lutte contre une organisation criminelle de pilleurs de tombes, à la tête de laquelle se trouve son ennemi de la guerre, le colonel Olrik, lequel a survécu à l'atomisation de la base de Lhassa. Le professeur se révèle être un véritable enquêteur, mais finit tout de même par faire appel au soutien de son ami Blake, qui a repris du service au MI5 
Mortimer s'est installé dans un appartement situé 99 bis Park Lane à Londres, en compagnie de son ami Blake, avec lequel il dîne souvent le soir au restaurant du Centaur Club, où se retrouvent des personnalités du monde scientifique, politique, médical et judiciaire. À la suite d'une cooptation de la part du juge Hugh Calvin, du professeur Raymond Vernay, et du directeur de presse Leslie Macomber, le professeur Mortimer devient officiellement membre de ce club.

#### Distinctions
Au cours de la série on voit Mortimer recevoir la Victoria Cross (dans L'Affaire Francis Blake) ainsi que la croix de Commandeur de l'ordre de Léopold (dans Les Sarcophages du 6e continent).
En outre, d'après la biographie que fait Edgar P. Jacobs de son personnage, « en récompense des éminents services rendus à l'empire britannique et à ses dominions, tant sur le plan scientifique que militaire, et aussi pour honorer la bravoure dont il a fait preuve en de nombreuses et périlleuses circonstances, Philip Mortimer s'est vu décerner la médaille du Distinguished Service Order et conférer le titre de baronnet. Mais, toujours d'après les informations fournies par Jacobs, Mortimer, tant par modestie naturelle que par sa viscérale aversion des mondanités et autres manifestations tapageuses, préfère à tous ses titres celui de « professeur » ».

#### Loisirs
Mortimer, nous dit l'auteur, est un solide gaillard rompu à tous les sports virils : boxe, judo, karaté (il fait la démonstration de ses connaissances en ces matières dans Le Piège diabolique, entre autres). En somme, malgré son âge, Mortimer jouit d'une assez bonne condition physique et peut se montrer redoutable au combat. Le professeur est également un fervent joueur de shinty et de golf (on l'y voit, jeune, jouer avec Blake dans Les Sarcophages du 6e continent). On voit également, dans le même album, que Mortimer dans sa jeunesse semblait être assez féru de randonnée équestre (sa jument se nommait Fergie). Il est possible qu'en revanche le professeur ne soit guère doué pour la course d'endurance car, se précipitant pour ne pas manquer un autobus, on le trouve tout essoufflé dans Le Sanctuaire du Gondwana.
En outre, il faut encore dire que Mortimer tient de son père un léger penchant pour le single malt whisky (du Cardhu, de préférence) ayant un respectable nombre d’années de vieillissement en fûts de chêne. C'est en outre un fumeur de pipe permanent (tabac de Virginie ou Old Navy).
Mortimer semble également un amateur d'arts en tout genre, bien que durant ses périlleuses aventures il n'a guère le temps de les apprécier et que l'on ait difficilement l'occasion de s'en apercevoir de manière flagrante. On peut étayer cette supposition avec le passage du premier tome des Trois Formules du professeur Satō où l'on voit Mortimer à Kyoto assister au théâtre Minami-za à un spectacle de kabuki. Il assiste également avec plusieurs de ses amis à une représentation théâtrale du Marchand de Venise au début du Testament de William S. On voit par ailleurs Mortimer assister à des spectacles dans La Machination Voronov et Les Sarcophages du 6e continent, bien que dans ces deux cas Mortimer s'y rende pour des raisons autres que l'envie d'y assister. On apprend par ailleurs, dans Le Sanctuaire du Gondwana, qu'à l'âge de 18 ans, Mortimer assiste à l'exposition organisée par Sarah Summertown pour sa collection d'objets d'art tribal privé.
Mortimer montre également un goût particulièrement prononcé pour l'archéologie dès Le Mystère de la Grande Pyramide. Et si l'on en juge par la splendide collection archéologique dont il a pourvu l'appartement qu'il partage avec Blake, ce hobby occupe une place particulièrement importante dans les centres d'intérêt du professeur. Peut-être est-ce à cause du souvenir particulièrement marquant qu'il garde de sa relation avec Sarah Summertown : on apprend en effet dans Les Sarcophages du 6e continent que son engouement est né des livres de cette dernière. En tout cas, cette passion du professeur pour l'archéologie joue à plusieurs reprises un rôle important tout au long de la série et il entretient des contacts étroits avec les conservateurs de différents musées comme dans La Malédiction des trente deniers.
Enfin, à propos de ses loisirs, on peut encore préciser que Mortimer est membre du Centaur Club, ayant été introduit dans ce club londonien par le capitaine Blake. Dans La Marque jaune, Mortimer s'y présente en précisant au portier qu'il a rendez-vous avec le capitaine Blake ; lequel va lui présenter d'autres membres du Club, ce qui indique que Mortimer n'est pas un familier des lieux. Mais il va le devenir, et dans L'Affaire Francis Blake et La Machination Voronov, on retrouve Mortimer, tout à son aise, en train d'attendre Blake au Centaur Club. On saura quels furent ses parrains à la lecture du Serment des cinq Lords.

#### Fin de vie et postérité

##### Vieux jours
En 1990, Convard et Juillard, dans L'Aventure immobile, lui font prendre sa retraite à Craigallan Lodge. Mortimer, âgé et fatigué, sera alors acteur d'un échange de lettres avec Blake, lequel a reçu un courrier du cheik Abdel Razek. Les deux amis seront alors, après quarante ans d'amnésie, libérés du sort que leur avait jeté le cheik, en cette nuit mystique passée dans la pyramide de Khéops.

##### Postérité
On apprend dans Le Piège diabolique que son nom sera encore connu au siècle suivant, attaché à un certain nombre de ses travaux. Il sera célèbre dans la postérité comme « une sorte de docteur Faust, génie pour les uns, charlatan pour les autres ».